# Padina, Kărdjali
Padina (în bulgară Падина) este un sat în comuna Ardino, regiunea Kărdjali,  Bulgaria. 

## Demografie
Componența etnică a satului Padina
     Bulgari (52,44%)
     Nicio identificare (43,27%)
     Altele (5,09%)
La recensământul din 2011, populația satului Padina era de 982 locuitori. Din punct de vedere etnic, majoritatea locuitorilor (52,44%) erau bulgari. Pentru 43,27% din locuitori nu este cunoscută apartenența etnică.